# Guerra civil argelina
La guerra civil argelina, conocida también en francés como la décennie noire (Década Negra), décennie du terrorisme (Década del Terrorismo), o los années de plomb (Años de Plomo), années de braise (Años de las Brasas) fue un conflicto armado librado entre el gobierno argelino y varios grupos rebeldes islamistas que empezó a principios de 1992 y fue reducido hasta finalizarse progresivamente entre 1999 y 2002. El número de muertes se estima entre 150.000 y 200.000, entre las que se cuentan más de 70 periodistas, ya sea por las fuerzas del estado o por los rebeldes islamistas. El conflicto terminó con la victoria del gobierno tras la rendición del Ejército Islámico de Salvación y la derrota de 2002 del Grupo Islámico Armado. No obstante, en la actualidad se siguen produciendo conflictos de baja intensidad en algunas zonas.
El conflicto empezó en enero de 1992 cuando el gobierno canceló las elecciones legislativas nacionales de diciembre del año 1991 tras la primera ronda, en la que quedó de manifiesto que ganaría el Frente Islámico de Salvación (FIS), aduciendo que el FIS terminaría con la democracia. Tras la expulsión del FIS y el arresto de miles de sus miembros, sus partidarios empezaron una guerra de guerrillas contra el gobierno y sus partidarios. Los principales grupos rebeldes que lucharon contra el gobierno fueron el Movimiento Islámico Armado (MIA), fuerte en las montañas y el Grupo Islámico Armado (GIA), fuerte en los pueblos. Las guerrillas empezaron marcándose como objetivo el ejército y la policía de Argelia, pero al poco tiempo algunos grupos empezaron a atacar también a civiles. En 1994 cuando las negociaciones entre el gobierno y los líderes del FIS encarcelados alcanzaron su clímax, el GIA declaró la guerra al FIS y a sus partidarios, mientras que el MIA y varios grupos menores se reagruparon y declararon su lealtad al FIS, pasando a llamarse Ejército Islámico de Salvación (AIS). Esto dio paso a una guerra a tres bandas.
Poco después se interrumpieron las negociaciones y se celebraron elecciones en las que obtuvo la victoria el candidato del ejército, el general Liamine Zéroual. Se intensificó el conflicto entre el GIA y el AIS. Durante los años siguientes el GIA llevó a cabo una serie de masacres que tenían como objetivo vecindarios o pueblos enteros. Algunas evidencias sugieren también la participación de las fuerzas gubernamentales en estos hechos (o al menos la omisión de ayuda por su parte). Las masacres alcanzaron su punto álgido en 1997, en las fechas cercanas a las elecciones al parlamento, en las que obtuvo la victoria un nuevo partido favorable al ejército, la Unión Democrática Nacional (RND). El AIS, atacado desde ambos flancos, optó por declarar el alto el fuego unilateral al gobierno en 1997, mientras que el GIA se desmembró en varios grupos a causa de las objeciones internas a las masacres. En 1999, tras la elección del nuevo presidente, Abdelaziz Bouteflika, una nueva ley declaró la amnistía a la mayoría de las guerrillas lo que resultó en el “arrepentimiento” (pues ese nombre tomó) de muchos combatientes y su retorno a su antigua vida. La violencia disminuyó sustancialmente, con la victoria del gobierno. Los restos del GIA fueron acosados y atrapados en el curso de los dos años siguientes, y en 2002 ya habían desaparecido prácticamente.
Sin embargo, un grupo escindido del GIA, el Grupo Salafista para la Predicación y el Combate (GSPC) surgido de los bordes de Cabilia, se formó para disociarse de las masacres. Sin embargo, a pesar de su repudio inicial por los ataques a no combatientes “...finalmente volvieron a matar civiles” y, en octubre de 2003 mostraron públicamente su apoyo a Al-Qaeda. La GSPC rechazó la amnistía y continuó luchando, aunque muchos combatientes se rindieron. Aunque 2006 sus dispersas acciones bélicas—principalmente en las montañas del este—son el único resto que queda de la lucha en Argelia, no parece cercano el final de la violencia.

## Liberalización: preludio a la guerra (1987-1992)

Elecciones a la Asamblea Nacional argelina de 1991
Mayoría del FIS
50% FIS
FIS menos de 50%
No decidido en la primera ronda
Sin datos disponibles El FIS consiguió la victoria en las zonas más habitadas del país.

El régimen argelino dependía seriamente de que el petróleo se mantuviese en precios altos. Sin embargo, en 1986, el precio del barril descendió de US$30 a US$10. La economía planificada de corte socialista se vio comprometida y cundieron la escasez y el desempleo. 
A finales de 1987 el régimen socialista de partido único que gobernaba Argelia desde la década de 1960 comprendió que no se sostendría durante mucho tiempo más. 
En octubre de 1988 (“Octubre Negro”), hubo manifestaciones masivas contra el presidente Chadli Bendjedid en muchas ciudades argelinas. El ejército disparó a los manifestantes, matando a varios y e hiriendo a muchos otros. En estas condiciones, los movimientos islamistas fueron ganando adeptos.
La respuesta del presidente fue avanzar hacia la reforma. En 1989 introdujo una nueva constitución que desestabilizaba al partido gobernante, el Frente de Liberación Nacional (FLN), no mencionaba el socialismo y prometía “libertad de expresión, asociación y asamblea”. A final de año, ya habían florecido varios partidos políticos que fueron reconocidos por el gobierno, entre los que se encontraba el Frente Islámico de Salvación (FIS).
El FIS incorporaba a un amplio espectro de la opinión islamista, lo que quedaba de manifiesto en el distinto perfil de sus dos líderes. Su presidente Abbassi Madani, un profesor y exluchador en la Guerra de la Independencia que representaba un conservadurismo religioso relativamente moderado y conectaba simbólicamente al partido con la lucha por la independencia, la fuente tradicional de prestigio del Frente de Liberación Nacional; expresó tibiamente su apoyo a la democracia y rechazó la idea de que fuese incompatible con la shari'a.
 El vicepresidente del FIS Ali Belhadj, un predicador más joven y menos instruido que ya había desempeñado un papel significativo en las manifestaciones de octubre, pronunció discursos radicales agresivos que enardecieron a la juventud de clase baja y alarmó a los no islamistas a causa de su claro rechazo de la democracia y de lo que consideraban ideas represivas para con la mujer. Por ejemplo, en febrero de 1989 Belhadj dijo:

No hay democracia porque la única fuente de poder es Alá a través del Corán, y no el pueblo. Si el pueblo vota contra la ley de Dios, no es nada más que blasfemia. En este caso es necesario matar a los no-creyentes por la buena razón de que desean sustituir la autoridad de Dios por la suya propia

El FIS rápidamente pasó a ser de largo el mayor partido islámico, con una amplia base de seguidores que provenían sobre todo de las grandes urbes. En 1990 arrasaron en las elecciones locales, en las que alcanzaron un 54% de los votos. La Guerra del Golfo, en la que se opusieron a la Operación Tormenta del Desierto más intensamente que el gobierno, le granjeó aún más partidarios.
En mayo de 1991, el FIS proclamó una huelga general para protestar contra la reasignación de los distritos electorales, que consideraron una forma de fraude electoral. La huelga fue un fracaso, pero la enorme manifestación que el FIS organizó en Argel fue muy efectiva; el FIS consiguió que le prometieran elecciones parlamentarias justas a cambio de la disolución de la huelga. Poco después, el gobierno, alarmado, arrestó a Madani y a Belhadj junto con varios miembros de bajo rango. Sin embargo, el partido seguía siendo legal y el liderazgo recayó en Abdelkader Hachani.
El auge del partido continuó. Finalmente decidió participar en las siguientes elecciones tras expulsar a los que disentían, como Said Mekhloufi, que pidió acciones directas contra el gobierno. A finales de noviembre, islamistas armados conectados con el extremista Takfir Wal Hijra atacaron un puesto fronterizo en Guemmar en una acción que presagiaba el conflicto que estaba por llegar. Por lo demás prevaleció una calma tensa. El 26 de diciembre de 1991 el FIS ganó fácilmente la primera ronda de las elecciones a la Asamblea Nacional con un 48% de los votos emitidos. Consiguieron 188 de los 232 escaños en juego. El gobierno del FIS parecía inevitable.

## Cancelación de las elecciones e inicio de las guerrillas (1992-1994)
El ejército consideró este resultado inaceptable. El FIS había amenazado abiertamente al poder gobernante, acusándolo de antipatriótico, profrancés y económicamente corrupto. Además, los líderes del FIS discrepaban sobre la deseabilidad de la democracia. Diferentes grupos de poder se declararon temerosos acerca del de cómo sería el gobierno del FIS.
El 11 de enero de 1992 el ejército canceló el proceso electoral, forzando al presidente Chadli Bendjedid a dimitir y trayendo al luchador por la independencia exiliado Mohammed Boudiaf para que ejerciera de presidente. También fueron arrestados muchos miembros del FIS: 5.000 según el ejército, 30.000 según el FIS, incluyendo a Abdelkader Hachani; tantos que las cárceles no tenían espacio suficiente para albergarlos a todos, así que se montaron campos para los arrestados en el desierto del Sáhara. Tal era el clima de sospecha que existía el peligro de ser arrestado por llevar barba. La mayoría de los simpatizantes del FIS la llevaba. Se declaró el estado de emergencia y se suspendieron muchos derechos constitucionales. Todas las manifestaciones fueron extinguidas. Algunas organizaciones defensoras de los derechos humanos como Amnistía Internacional informaron del uso frecuente de la tortura y de la retención de sospechosos sin cargos ni juicio. Finalmente, el gobierno disolvió el FIS el 4 de marzo.
Muchos de los activistas del FIS que quedaron en libertad se lo tomaron como una declaración de guerra. Tanto dichos activistas como algunos islamistas demasiado radicales para el FIS se encaminaron a las colinas con cualquier arma a su alcance y se hicieron guerrilleros. Sus primeros ataques a las fuerzas de seguridad, soldados y policías, (sin contar el incidente de Guemmar) empezaron poco después del golpe de Estado. Como había ocurrido en las guerras precedentes, las guerrillas se establecieron casi exclusivamente en el norte de Argelia, donde la maleza y los bosques les favorecían y en ciertas áreas de las ciudades. Por otra parte, el Sahara, escasamente poblado pero rico en petróleo permaneció en paz durante casi todo el conflicto, así que la principal fuente de ingresos del gobierno no se vio afectada.
La situación se volvió más tensa a causa de la crisis económica, que se agravó más aquel año cuando se retiraron los ya duraderos subsidios para comida. Muchos tenían sus esperanzas puestas en la incorrupta figura de Boudiaf, esperanzas que se desvanecieron cuando éste cayó muerto disparado por uno de sus guardias de seguridad a finales de junio. Poco después Abbassi Madani y Ali Belhadj fueron condenados a 12 años de cárcel.
Para el 20 de agosto era evidente que algunas guerrillas estaban empezando a considerar a los civiles corrientes, así como a los gobernantes, como objetivos: el estallido de una bomba en aeropuerto de Argel acabó con 9 muertos y 128 heridos. El FIS condenó el atentado junto con el resto de partidos mayoritarios, pero su influencia sobre las guerrillas no era tan grande.
Parece que los combates iniciales fueron liderados por el pequeño grupo extremista Takfir wal Hijra, asociado con antiguos combatientes afganos. Sin embargo, el primer movimiento armado, que apareció inmediatamente tras el golpe de Estado, fue el Movimiento Islámico Armado (MIA). Este movimiento estaba liderado por el antiguo soldado Abdelkader Chebouti, un islamista de vieja data que se había mantenido a distancia del FIS durante el proceso electoral. En febrero de 1992 el exsoldado, excombatiente afgano y ex responsable de seguridad del FIS Said Mekhloufi fundó el Movimiento por un Estado Islámico (MEI). Los diferentes grupos se reunieron varias veces para unir sus fuerzas, que resultaron en la aceptación del liderazgo Chebouti en teoría. En la última reunión, que tuvo lugar en Tamesguida el 1 de septiembre, Chebouti expresó preocupación por la falta de disciplina del movimiento, y particularmente de que el ataque al aeropuerto de Argel, que él no había aprobado, pudiera alejar a partidarios. Takfir wal Hijra y los “afganos” (liderados por Noureddine Seddiki) respondieron aceptando unirse al MIA. Sin embargo, la reunión fue interrumpida por las fuerzas de seguridad, lo que provocó sospechas que impidieron la celebración de nuevas reuniones.
El propio FIS montó una red clandestina, con periódicos ilegales e incluso con una emisora de radio mediante la que, a partir de 1992, se empezaron a emitir declaraciones oficiales desde el extranjero. Sin embargo, en esta etapa las opiniones de los movimientos de la guerrilla sobre el FIS estaban mezcladas. Una facción significativa, liderada por los “afganos”, consideraban la actividad política de partidos como inherentemente alejada del islam, y por tanto rechazaban las declaraciones del FIS.
En enero de 1993, Abdelhak Layada declaró que su grupo era independiente del de Chebouti. Esta nueva facción recibió el nombre de Grupo Islámico Armado (GIA). Sus partidarios eran más numerosos en Argel, sus suburbios y en otros entornos urbanos. Adoptaron una línea dura, opuesta tanto al gobierno como al FIS, pues afirmaban que “el pluralismo político es igual a sedición” y formulando amenazas de muerte contra varios líderes del FIS y el MIA. Era mucho menos selectivo que el MIA, que insistía en el entrenamiento ideológico; en consecuencia sufrió la infiltración de miembros de las fuerzas armadas, lo que redundó en rápidos cambios de liderazgo a medida que los jefes fueron siendo asesinados.
En 1993 se ampliaron las diferencias entre los movimientos guerrilleros. El MIA y el MEI intentaron desarrollar una estrategia militar contra el estado, atacando a las fuerzas de seguridad y saboteando o usando bombas contra las instituciones estatales. Sin embargo, desde el principio, el GIA, fuerte en las áreas urbanas, pidió y llevó a cabo la muerte de cualquiera que apoyase al estado, lo que incluía a los funcionarios públicos. Asesinaron a periodistas e intelectuales como Tahar Djaout, bajo la justificación de que “los periodistas que luchan contra el islam mediante la pluma perecerán por la espada”. Pronto redoblaron sus ataques al marcarse como objetivo también a los ciudadanos que rechazaban vivir bajo sus prohibiciones, y en 1993 empezaron a matar extranjeros, actos que justificaron al declarar que “cualquiera que exceda el periodo [un plazo de un mes en Argelia] será el responsable de su repentina muerte”. Tras el escándalo provocado por las primeras muertes casi todos los extranjeros abandonaron el país. Además, la emigración—a menudo ilegal—de argelinos se incrementó sustancialmente. Al mismo tiempo, el número de visados concedidos a argelinos por otros países disminuyó seriamente.

## Negociaciones fallidas y la lucha entre las guerrillas (1994-1996)

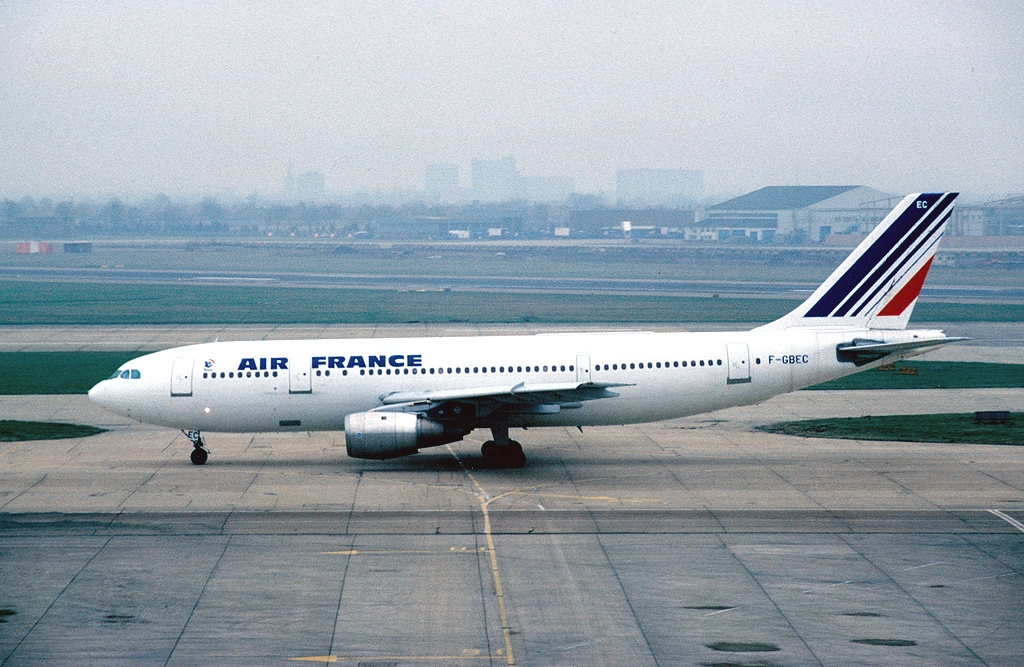
El vuelo 8969 de Air France fue secuestrado por el grupo terrorista argelino Grupo Islámico Armado (GIA). Murieron los 4 secuestradores y 3 rehenes.

La violencia continuó durante 1994 a la vez que mejoraba la situación económica; tras negociar con el FMI el gobierno consiguió cumplir los plazos de pago de su deuda gracias a ganancias financieras inesperadas y más adelante obtuvo 40.000 millones de francos que aportó la comunidad internacional para respaldar su liberalización económica. Cuando se hizo obvio que los combates se alargarían se nombró al General Liamine Zéroual presidente del Alto Consejo de Estado. Se consideró que pertenecía a la facción dialoguiste del ejército, en lugar de a la éradicateur. Poco después de jurar el cargo empezó negociaciones con los líderes encarcelados del FIS y liberó a algunos prisioneros para animarlas. Las conversaciones dividieron el espectro político: los partidos mayores, especialmente el FLN, socialista, y los también socialistas de Kayble, el FFS, continuaron apoyando las negociaciones, mientras que otras fuerzas—especialmente la Unión General de Trabajadores Argelinos (UGTA), pero también algunos grupos menores de izquierdistas y feministas como los laicistas RCD—se alinearon con los “erradicadores”. Ciertos misteriosos grupos paramilitares progubernamentales, como la Organización de Jóvenes Argelinos Libres (OJAL), aparecieron y empezaron a atacar a civiles islamistas. El 10 de marzo de 1994 más de 1000 prisioneros (principalmente islamistas) escaparon de la prisión de Tazoult, acto que fue considerado un éxito completo de las guerrillas. Posteriormente los partidarios de las teorías conspirativas sugerirían que fue planeado para facilitar a las fuerzas de seguridad su infiltración en el GIA.
Mientras tanto, bajo el mando de Cherif Gousmi (su líder desde marzo), el GIA pasó en 1994 a ser la guerrilla más fuerte. En mayo el FIS sufrió un aparente varapalo, pues varios de sus líderes que no estaban en prisión, junto con Said Makhloufi, del MEI, se unieron al GIA. Dado que el GIA les llevaba amenazando de muerte desde 1993 esto sorprendió a muchos observadores que interpretaron este cambio como el resultado de disputas internas del FIS o como un intento de virar la trayectoria del GIA desde dentro. El 26 de agosto el GIA llegó a proclamar el califato de Argelia con Goumi como califa. Sin embargo, al día siguiente, Said Mekhloufi anunció su retirada del GIA declarando que el GIA se había desviado del islam y que su califato era un intento del exlíder del FIS Mohammed Said de tomar el control del GIA. El GIA continuó atacando a sus objetivos habituales, como artistas como Cheb Hasni, y a finales de agosto empezaron con una nueva práctica: amenazar con incendiar escuelas insuficientemente islámicas.
Las guerrillas leales al FIS, temerosas de quedar marginadas, intentaron unir sus fuerzas. En julio de 1994 el MIA, junto con lo que quedaba la MEI y otros grupos más pequeños se unieron en el Ejército Islámico de Salvación (un término que se había empleado previamente en general para referenciar a las guerrillas partidarias del FIS), declarando su apoyo al FIS y fortaleciendo de esta forma su posición en las negociaciones. A finales de 1994 controlaban más de la mitad de las guerrillas del este y el oeste, pero apenas un 20% de las centrales, junto a la capital, los dominios del GIA. Emitieron comunicados en los que condenaban los ataques indiscriminados del GIA a mujeres, periodistas y otros civiles “no involucrados en la represión” y atacaron las amenazas de incendio a escuelas del GIA.
A finales de octubre el gobierno anunció el fracaso de las negociaciones con el FIS. Zéroual se embarcó en un nuevo plan: convocó elecciones presidenciales para 1995, ascendió a “erradicacionistas” como Lamari en el ejército y organizó "milicias de autodefensa" en los pueblos para combatir a las guerrillas. A finales de 1994 la violencia se recrudeció. Durante el año se había incrementado el aislamiento de Argelia: la mayoría de agencias de prensa extranjeras, como Reuters abandonaron ese año el país; la frontera con Marruecos se cerró y las principales líneas aéreas extranjeras cancelaron sus conexiones con el país. El hueco resultante en la cobertura de las noticias empeoró aún más a causa de la orden gubernamental de junio de impedir a los medios argelinos que informasen de noticias relacionadas con el terrorismo no cubiertas por la prensa oficial.
Unos pocos líderes del FIS, entre los que se encontraba Rabah Kebir, se habían exiliado al extranjero. A raíz de la invitación de la comunidad de Sant'Egidio, establecida en Roma, en noviembre de 1994, empezaron a negociar con otros partidos de la oposición, tanto islamistas como laicos (FLN, FFS, FIS, MDA, PT, JMC). El resultado fue un acuerdo conjunto, que firmaron el 14 de enero de 1995: la Plataforma Sant'Egidio. Este acuerdo suscribía un conjunto de principios: el respeto por los derechos humanos y la democracia multipartido, el rechazo de la dictadura y el gobierno del ejército, el reconocimiento del islam y de las identidades étnicas de los pueblos árabe y bereber como aspectos esenciales de la identidad nacional argelina, la petición de libertad para los líderes del FIS y el fin de las torturas y homicidios extrajudiciales por parte de todos los bandos. Para sorpresa de muchos, incluso Ali Belhadj apoyó este acuerdo, lo que significaba que el FIS se había alineado con el resto de partidos de la oposición. Sin embargo, faltaba una firma crucial: la del gobierno. A consecuencia de esta falta el efecto de la plataforma se vio afectado —aunque unos aseguran que, en palabras de Andrea Riccardi, que organizó las negociaciones para la comunidad de Sant'Egidio, “la plataforma hizo que los militares argelinos abandonaran la jaula de la confrontación militar y les forzó a reaccionar con un acto político”— las elecciones presidenciales de 1995. En los siguientes meses murió un centenar de prisioneros islamistas en el motín de la prisión de Serkadji y el ejército argelino tuvo un gran éxito en la batalla de Ain Defla, en la que murieron cientos de guerrilleros.
Cherif Gousmi fue sucedido finalmente por Djamel Zitouni en el liderazgo del GIA. Zitouni llevó los ataques a civiles hasta suelo francés al secuestrar el vuelo 8969 de Air France a finales de diciembre de 1994 y continuó con atentados terroristas en Francia durante 1995. En Argelia procedió de la misma forma, con coches bomba y el asesinatos a músicos, deportistas, mujeres sin velo, además de sus víctimas usuales. Incluso en esta etapa, la aparentemente contraproducente naturaleza de muchos de sus ataques arrojaron dudas (avivadas por los miembros del FIS en el extranjero) sobre si el grupo sufría una fuerte infiltración de los agentes secretos argelinos. La región al sur de Argel, en particular, quedó bajo el dominio del GIA, que la denominaba “zona liberada”. Más tarde recibiría el nombre de "Triángulo de la Muerte"..
Se incrementó el número de combates entre el AIS y el GIA, que además siguió amenazando de muerte a líderes del FIS y del AIS, y asesinó al fundador del FIS, Abdelbaki Sahraoui, en París. En este punto las fuentes extranjeras estimaron en 27.000 el total de muertos hasta entonces.

## Reanudación política, emersión de las milicias (1995-1996)
Tras la ruptura de las negociaciones con el FIS el gobierno decidió celebrar elecciones presidenciales. El 16 de noviembre de 1995 Liamine Zéroual fue elegido presidente con un 60% de los votos en unas elecciones en las que participaron muchos candidatos, incluyendo a los islamistas Mahfoud Nahnah (25%) y Noureddine Boukrouh (<4%), y al laicista Said Sadi (10%), pero que en cambio excluían al FIS, en las que se registró una alta participación (oficialmente del 75%, número confirmado por la mayoría de observadores) a pesar de las llamadas a la abstención del FIS, FFS y el FLN y las amenazas del GIA de matar a cualquiera que votase (mediante el eslogan “un voto, una bala”). Se celebraron entre altas medidas de seguridad, con movilizaciones masivas durante el período inmediatamente anterior al día de las elecciones. Los observadores extranjeros de la Liga Árabe, la ONU y la Organización para la Unidad Africana no expresaron objeciones de importancia. Aunque algunos dijeron que había habido fraude, en general los extranjeros consideraron las elecciones como bastante libres y los resultados razonablemente plausibles, dado el limitado número de elecciones disponibles.
Zéroual proclamó a en 1996 una nueva constitución en la que fortalecía sustancialmente el poder del presidente y añadía una segunda cámara parte de cuyos miembros serían electos y la otra parte nombrados por el presidente. En noviembre de 1996 el texto pasó un referéndum nacional; aunque el porcentaje de aprobación fue oficialmente del 80% este resultado fue considerado poco plausible.
Las maniobras políticas del gobierno se combinaron con un incremento sustancial en el entrenamiento de las milicias progubernamentales. Las “milicias de autodefensa”, frecuentemente denominadas también “patriotas”, consistían en ciudadanos de confianza entrenados y armados por el ejército, se fundaban en los pueblos junto a las zonas de actividad guerrillera y se las promocionaba desde la televisión nacional. El programa tuvo una acogida desigual dependiendo de la zona del país, pero fue recibido cada vez con mejores ojos, sobre todo tras las masacres de 1997.
Los resultados de las elecciones fueron un revés para los grupos armados, que experimentaron un significativo número de deserciones tras las mismas. El Rabah Kebir, del FIS, respondió al cambio aparente en el sentir popular adoptando un tono más conciliador hacia el gobierno, hecho que recibió la condena de algunas facciones del partido y del AIS. El GIA estaba sacudido por los desacuerdos internos; poco después de las elecciones sus líderes mataron a los líderes del FIS que se habían unido al FIA, acusándoles de intentar hacerse con el poder. Esta purga aceleró la desintegración del GIA:  las facciones de Mustapha Kartali, Ali Benhadjar y Hassan Hattab empezaron desde finales de 1995 a rechazar el liderazgo de Zitouni, aunque no se separarían oficialmente hasta más tarde. En diciembre el GIA mató al líder del AIS en Argelia central, Azzedine Baa, y en enero prometieron luchar contra el AIS, lo que hicieron particularmente en el oeste. Los combates a gran escala entre ambos grupos pasaron a ser habituales.

## Masacres y reconciliación (1996-1997)
En julio de 1996 el líder del GIA, Djamel Zitouni (1964-1996), fue asesinado por una de las facciones disidentes ex GIA, tras lo que fue sucedido por Antar Zouabri, que demostraría ser más sangriento.
En las elecciones legislativas el 5 de junio en 1997 alcanzó la victoria la Unión Nacional Democrática (RND), un nuevo partido creado en 1997 por los partidarios de Zéroual, que consiguió 156 de los 380 escaños, seguido por el Movimiento de la Sociedad por la Paz (MSP) —pues se pidió a Hamás que cambiase su nombre— y el FLN con más de 60 escaños cada uno. Las opiniones que suscitaron estas elecciones fueron variadas: la mayoría de partidos de la oposición se quejó formalmente, y el éxito del RND, un partido tan reciente, provocó extrañeza. El RND, FLN y el MSP formaron un gobierno de coalición con Ahmed Ouyahia como primer ministro. Hubo indicios de un reblandecimiento con el FIS: Abdelkader Hachani fue liberado y Abbassi Madani fue puesto bajo arresto domiciliario.

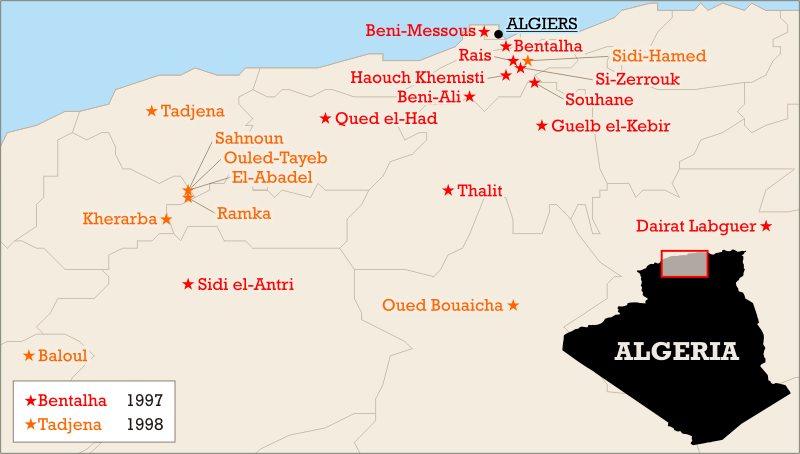
Masacres de más de 50 personas en los años 1997 y 1998.

En este punto, sin embargo, apareció un nuevo problema. Desde abril (masacre de Thalit), Argelia se vio sacudida por masacres muy sangrientas. Hasta entonces habían ocurrido masacres, pero siempre menores a las de 1997 y 1998. Las guerrillas del GIA, marcándose como objetivo pueblos o vecindarios enteros y sin hacer distinciones por razones de sexo o edad mataron a decenas y en ocasiones centenares de civiles. Estas masacres se siguieron produciendo hasta finales de 1998 y cambiaron la situación política considerablemente. Las áreas al sur y el este de Argelia, baluartes del FIS en 1991 sufrieron las peores carnicerías. La masacre de Rais y la de Benthala impresionaron particularmente a la opinión pública extranjera. Se destripaba a mujeres embarazadas, se desmembraba a niños o se les estrellaba contra la pared, se cortaban los miembros de los hombres un por uno, y, en su retirada secuestraban a mujeres para retenerlas como esclavas sexuales. Esta cita de Nesroullah Yous, un superviviente de la Masacre de Bentalha, expresa la actitud de los atacantes:

Tenemos toda la noche para violar a sus mujeres e hijas, beber su sangre. ¡Aunque hoy escapen, volveremos mañana para acabar con ustedes! ¡Estamos aquí para mandarlos a donde su Dios!

La responsabilidad del GIA en estas masacres no está disputada; se atribuyeron la autoría de las masacres de Rais y Benthala —denominaron a la matanza “ofrenda a Dios” y a las víctimas partidarios “impíos” de los tiranos en un comunicado de prensa— y esta política de masacrar civiles fue citada por el Grupo Salafista para la Predicación y el Combate como una de las razones principales para separarse del GIA. En esta etapa habían adoptado aparentemente una ideología takfirista, pues creían que prácticamente todos los argelinos que no luchaban activamente contra el gobierno estaban corruptos hasta el punto de ser kafir, y podían ser matados con impunidad. En un comunicado no confirmado, Zouabri, declaró que “excepto los que están con nosotros, todos los demás son apóstatas y merecen morir”.
Por otra parte, tanto en Rais como en Benthala los supervivientes aseguraron que el ejército llegó a las masacres mientras éstas ocurrían, pero se quedaron al margen de la zona, incluso impidiendo en algunos casos a los ciudadanos escapar de sus atacantes.
En algunos casos, de acuerdo con los informes de Amnistía Internacional y el Human Rights Watch (por ejemplo en Rais, Benthala, Si Zerrouk y Beni-Messous), había barracones del ejército a unos pocos cientos de metros de los pueblos, pero no hicieron nada para parar la matanzas.. En Rais, algunos testigos aseguraron haber identificado sus atacantes como guerrillas locales y sus simpatizantes (en un caso, de acuerdo con Zazi Sadou, incluso un miembro electo del FIS fue visto entre los atacantes), aunque los testigos de Benthala dijeron que no habían reconocido a los asaltantes como guerrilleros locales. En algunos casos se ha sugerido que el GIA se vio impulsado a cometer la masacre por la adscripción de ciudadanos al programa de autodefensa, lo que veían como evidencia de la deslealtad,; en otros que la rivalidad con otros grupos (por ejemplo la facción de Mustafa Kartali) fueron la causaen otros, la rivalidad con otros grupos (como la facción de Mutafa Kartali) desempeñó un papel. En algunos casos— la masacre de Sidi Hamed—los periódicos argelinos acusaron al AIS, a pesar de que rechazaron tener nada que ver.
Por aquella época, gente que decía ser tránsfugas de los servicios de seguridad del ejército (como Habib Souaidia), y que habían huido a países occidentales declararon que los propios servicios secretos habían cometido algunas de las masacres Este y otros testimonios despertaron sospechas de que el estado estaba colaborando con, o incluso controlando, de alguna manera, el GIA (en particular mediante la infiltración de los servicios secretos)—una teoría difundida por Nesroullah Yous y el propio FIS. Estas sospechas provocaron respuestas furibundas en algunos barrios de Argelia, y han sido rechazada por muchos académicos aunque otros las consideran plausibles Robert Kaplan, en Atlantic Monthly, rechazó las insinuaciones de que el gobierno estuviera involucrado en las masacres: “Para la gente que ha estado siguiendo la evolución de Argelia, la asunción de que siniestros contubernios del estado argelino estuvieron involucrados en los asesinatos y las masacres es un libelo.
El AIS, que en estos momentos se encontraba en una guerra total contra el GIA y el gobierno se encontró en una posición insostenible. El GIA parecía un enemigo más inmediato, y sus miembros expresaron el temor de que se les atribuyeran las masacres —que habían condenado más de una vez-. El 21 de septiembre de 1997 el líder del AIS, Madani Mezrag, ordenó un alto el fuego unilateral e incondicional a partir del 1 de octubre, para “desvelar al enemigo que se encuentra tras esas abominables masacres”. El AIS se situó de esta forma fuera de la ecuación política y redujo la lucha a un combate entre el gobierno, el GIA y los diversos grupos que se iban escindiendo del GIA. la Liga Islámica para la Da'wa y la Jihad (LIDD), formada en febrero de 1997 y leal al FIS se alineó con el AIS y respetó el mismo alto el fuego. Durante los meses siguientes el AIS negoció la amnistía para sus miembros.

## Destrucción del GIA y formación del GSPC (1998-2004)

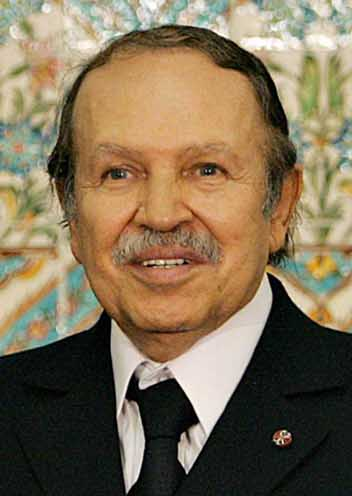
Abdelaziz Bouteflika, elegido presidente en 1999.

Tras recibir una fuerte presión internacional para que actuase, la Unión Europea envió dos delegaciones, una de ella liderada por Mário Soares, en la primera mitad de 1998,  para visitar Argelia e investigar las masacres. Sus informes acusaron a los grupos armados islamistas. Las ciudades se volvieron más seguras pronto, aunque las masacres continuaron en las zonas rurales. La política del GIA de masacrar civiles ya había provocado una división entre sus comandantes, pues algunos rechazaban esta política. El 14 de septiembre de 1998 este desacuerdo se formalizó con la formación del Grupo Salafista para la Predicación y el Combate (GSPC), con base en las montañas al oeste de Cabilia y liderados por Hassan Hattab.
El 11 de septiembre Zéroual sorprendió a los observadores al anunciar su dimisión. Se prepararon nuevas elecciones y el 15 de abril de 1999 el exluchador por la independencia Abdelaziz Bouteflika, respaldado por el ejército, fue elegido presidente con, de acuerdo los datos oficiales, el 74% de los votos. El resto de los candidatos se habían retirado poco antes alegando su preocupación por los fraudes electorales. Bouteflika continuó las negociaciones con el AIS y el 5 de junio el AIS aceptó, en principio, disolverse. Bouteflika más tarde perdonó a numerosos prisioneros islamistas encerrados por faltas menores y decretó la Ley de Armonía Civil, una ley que permitía a los combatientes islamistas no culpables de asesinato ni violación escapar a toda persecución si se entregaban, ese mismo año cerca de 5000 guerrilleros se acogieron a la ley. Esta ley fue aprobada finalmente en referendo el 16 de septiembre de 1999 y numerosos combatientes, entre ellos Mustafa Kartali, se aprovecharon de ella al entregarse y volver a su vida normal—enfadando en ocasiones a los que habían sufrido por las guerrillas. Los líderes del FIS expresaron su disgusto con los resultados, pues creían que el AIS había dejado de luchar sin resolver nada; pero su portavoz principal fuera de la prisión, Abdelkader Hachani, fue asesinado el 22 de noviembre. La violencia disminuyó, aunque no cesó por completo, y Argelia empezó a recobrar la sensación de normalidad.
El AIS se desbandó totalmente tras el 11 de enero de 2000, tras negociar una amnistía especial con el gobierno. El GIA, desgarrado por las escisiones y las deserciones y denunciado por todos los bandos, incluso los islamistas, fue destruido lentamente por las operaciones del ejército de los años siguientes; en el momento de la muerte de Antar Zouabri a principios de 2002 estaba prácticamente desarticulado. Los esfuerzos del gobierno recibieron un espaldarazo tras atentados del 11 de septiembre de 2001. La simpatía del gobierno estadounidense por el gobierno argelino se incrementó, y la expresó mediante acciones como congelar los activos del GIA y el GSPC y abastecer al ejército de sistemas de visión infrarroja.
Tras el declive del GIA, el GSPC quedó en la situación de grupo rebelde más activo, con unos 300 combatientes en 2003. Continuó una campaña de asesinatos de policías y soldados en su zona, y además consiguió expandirse hacia el Sáhara, donde su división sur, liderada por Amari Saifi (alias “Abderrezak el-Para” el “paracaidista”), secuestró a varios turistas alemanes en 2003 antes de ser forzado a huir a las zonas poco pobladas de Malí, y más tarde a Nigeria y Chad, donde fue capturado. A finales de 2003 el fundador del grupo había sido suplantado por el todavía más radical Nabil Sahroui, que anunció su apoyo total a Al Qaida, fortaleciendo en consecuencia los lazos entre el gobierno de los Estados Unidos y Argelia. Poco después fue asesinado, y sería sucedido por Abou Mossaab Abdelouadoud en 2004

## Elecciones presidenciales de 2004 y amnistía
La liberación de los líderes del FIS Madani y Belhadj en 2003 no tuvo ningún efecto observable en la situación, lo que ilustra la confianza que había recobrado el ejército. Este apoyo se amplió en las elecciones presidenciales de 2004, en las que Bouteflika fue reelegido con el 85% de los votos y el apoyo de los dos partidos mayores, además de una facción del tercer partido. Los resultados fueron interpretados como la confirmación de que Bouteflika contaba con un fuerte apoyo popular contra las guerrillas y del fin de la violencia a gran escala.
En septiembre de 2005 se celebró un referendo nacional sobre una propuesta de amnistía del gobierno de Bouteflika similar a la ley de 1999 para terminar con los procesos legales contra individuos que ya no estaban luchando y para compensar a las familias de la gente que habían matado las fuerzas del gobierno. Se dijo que la controvertida Carta por la Paz y por la Reconciliación Nacional obtuvo un 97 de los votos con una participación del 80%. Las condiciones de la campaña en Argelia fueron criticadas en la prensa francesa, en particular en Le Monde y L'Humanité.
La propuesta fue instaurada por decreto presidencial en febrero de 2006 y adoptada el 29 de septiembre de 2006. Un punto particularmente comprometido fue que proporcionaba la inmunidad a los exguerrilleros que se habían rendido (excepto si habían cometido crímenes graves) y el personal del ejército (por cualquier acción “en salvaguarda de la nación”). De acuerdo con el diario argelino El Khabar más de 400 guerrilleros del GSPC se rindieron bajo estos términos; las estimaciones del número de miembros del GSPC en 2005 varían desde 300 a 1000. La Federación Internacional por los Derechos Humanos (FIDH) se ha opuesto a la amnistía
Lawyer Ali Merabet, por ejemplo, fundador de Somoud, una ONG que reagrupa a familias de desaparecidos, se opuso a la Carta. A menudo se le acusa de jugar el juego de las fuerzas armadas pues al señalar a los islamistas excusaría a las fuerzas de seguridad, responsables, de acuerdo con Le Monde, de miles de desapariciones.
Las autoridades impidieron el 7 de febrero de 2007 la celebración de un simposio titulado “Pour la Vérité, la Paix et la Conciliation“ (Por la verdad, la paz y la conciliación) organizado por el CFDA (Collectif des familles de disparus en Algérie, Colectivo de familias de desaparecidos en Argelia), SOS Disparus, Djazairouna, la ANFD (Association nationale des familles de disparus) y Somoud. Esta nueva forma de censura de una conferencia que trataba sobre los desaparecidos durante la guerra civil ha sido criticada por Acat-Francia (Action des Chrétiens pour l'abolition de la torture), la Federación Internacional por los Derechos Humanos (FIDH), y la Organización Mundial Contra la Tortura (WOAT). Además, las críticas a la Carta por la Paz y por la Reconciliación Nacional han sido acalladas por las autoridades empleando varios métodos de intimidación, incluyendo demandas contra defensores de los derechos humanos